# François Daniellou
François Daniellou , né en 1955 à Nantes, a été directeur scientifique de l'Institut pour une culture de sécurité industrielle (Icsi) et de la Fondation pour une culture de sécurité industrielle (Foncsi), fonction qu'il a exercée de septembre 2015 à décembre 2019. Il a également été professeur d'ergonomie à l'Université Victor Segalen Bordeaux 2 puis à l'École Nationale Supérieure de Cognitique de l'Institut polytechnique de Bordeaux, et directeur du Département d'ergonomie des systèmes complexes. 

## Biographie
Né en 1955 à Nantes, François Daniellou est diplômé de l'École centrale de Paris (Promotion 1977), option génie mécanique. Ingénieur dans l'industrie automobile de 1977 à 1980. Formation en ergonomie à partir de 1980 au laboratoire d'ergonomie du Conservatoire national des arts et métiers dirigé par Alain Wisner et Antoine Laville. Doctorat d'ergonomie en 1985, habilitation à diriger des recherches en 1992.

Les thèmes de recherche du département d'ergonomie à l'Université Bordeaux 2 puis à l'IPB concernent la prise en compte du travail et de la santé dans la conduite de projets de conception et d'organisation. Parmi les atteintes à la santé liées au travail, les troubles musculosquelettiques (TMS) et les risques psychosociaux (RPS) sont particulièrement étudiés. Plusieurs recherches-actions ont lieu avec des organisations syndicales (CFDT et CGT) sur ces thèmes.  Les recherches de François Daniellou ont porté spécifiquement sur les facteurs humains dans les industries à risques. Il a collaboré à ce titre avec l'Institut pour une culture de sécurité industrielle (Icsi), dès sa fondation en 2003. En 2015, il a rejoint comme directeur scientifique la Fondation pour une culture de sécurité industrielle, fondation de recherche d'intérêt public liée à l'Icsi.

Il a fait partie de CPP, le Comité de la prévention et de la précaution auprès du ministère de l'Écologie, de la Prévention et du Développement durable de 2003 à 2013.

L'Association internationale d'ergonomie a décerné en 2009 l'Outstanding Educator Award à François Daniellou. Cette récompense est une distinction internationale délivrée une fois tous les trois ans, "in recognition of outstanding contributions in the area of ergonomics education for having developed ergonomics education programs". C'était la première fois qu'elle revenait à un francophone.
À partir de 2021, il est membre de la Commission histoire de la Société d'ergonomie de langue française. 